# 圣伊万要塞

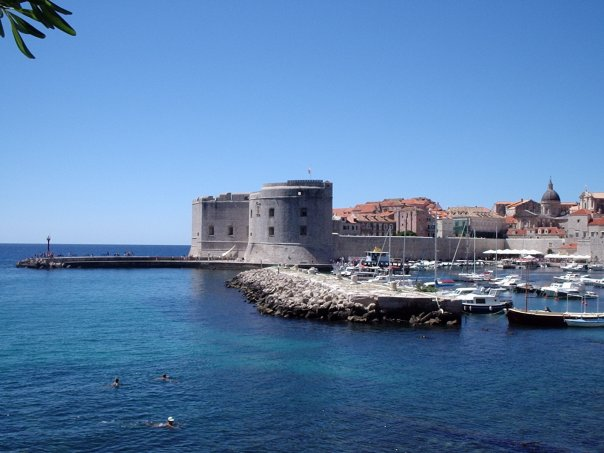

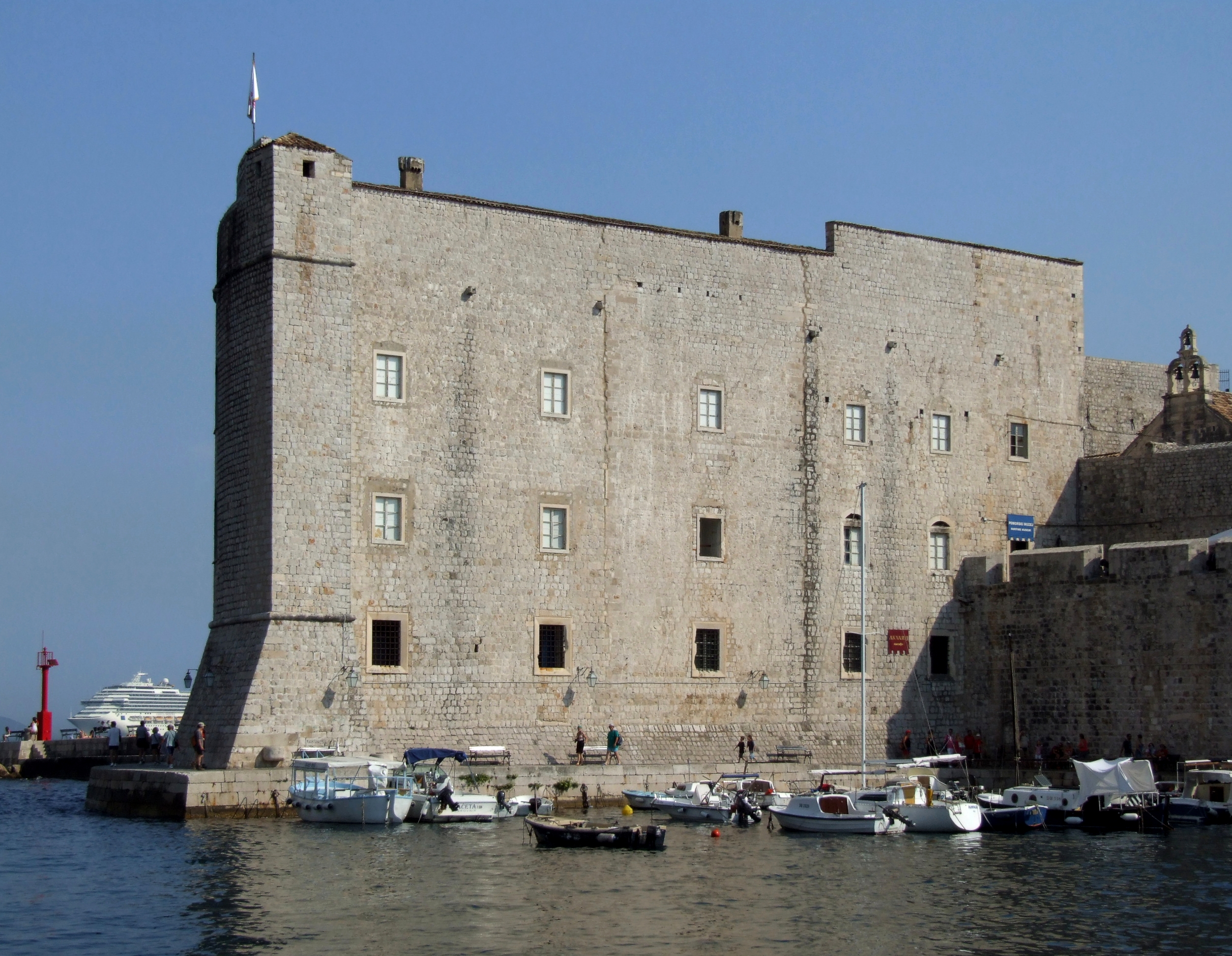

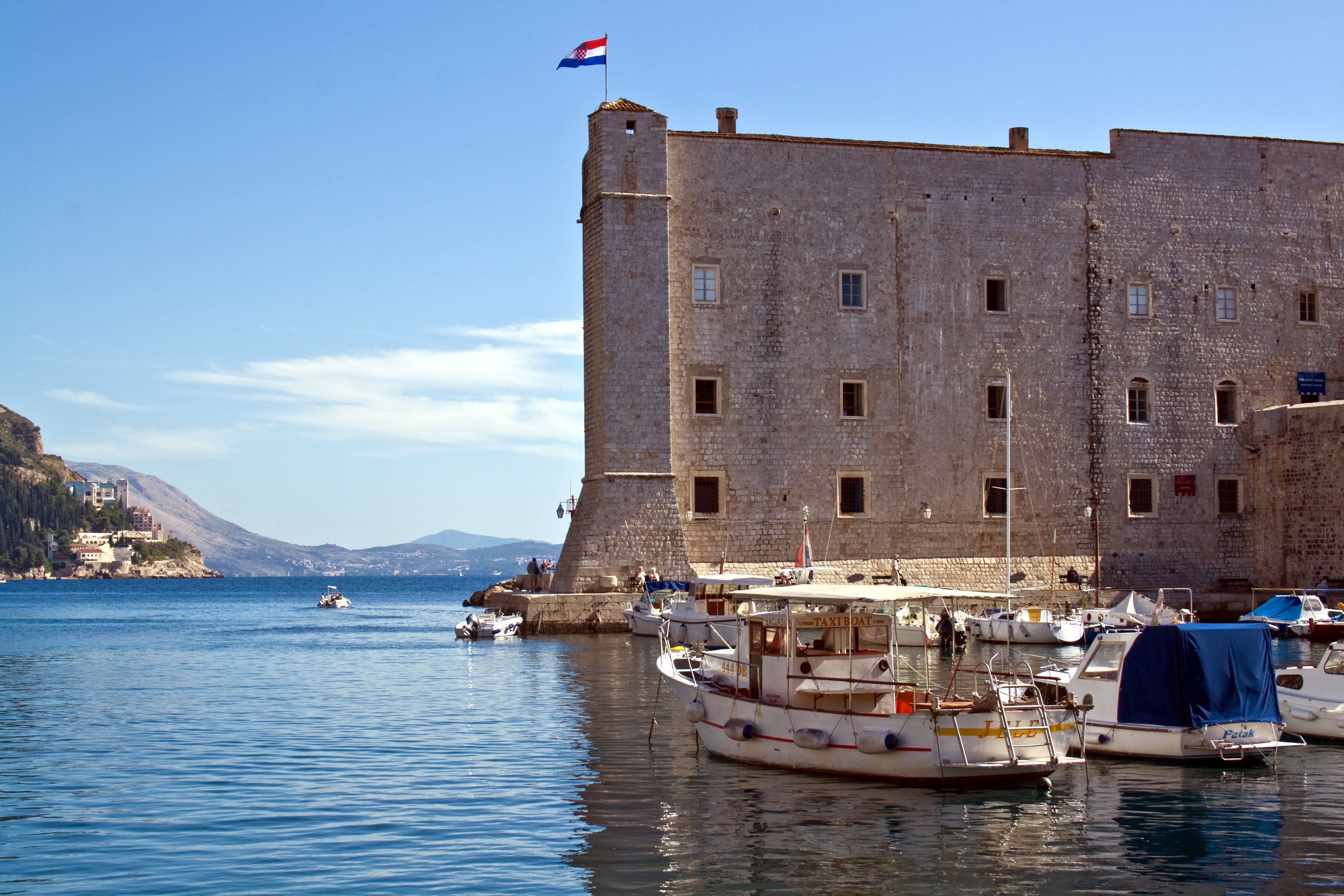

圣伊万要塞（Tvrđava Sv. Ivan u Dubrovniku）是杜布罗夫尼克城墙的一个要塞，位于旧城港口东南侧，控制并保护其入口。

## 历史
第一座堡垒建于14世纪中叶（1346年），后来又又建了第二座，在1522年，两座堡垒相连。1557年，
15和16世纪的这些改建，可见于多明我会修道院中画家尼古拉•博伊达列维奇（Nikola Božidarević）的三联画。画中描绘了杜布罗夫尼克的主保圣人圣伯拉削。圣伊万要塞主宰着港口，阻止海盗和其他敌舰进入。拉古萨共和国的居民过去在第一个危险迹象出现时总是保持谨慎，在圣伊万要塞和卡什防波堤之间拉起铁链，封锁通往军火库的港口入口。
今天，圣伊万要塞保存有拉古萨共和国时期重要的文化宝藏，底楼的水族箱挤满亚得里亚海的各种鱼类，上层设有杜布罗夫尼克海事博物馆（Pomorski muzej u Dubrovniku），介绍共和国时期、蒸汽时代、第二次世界大战的航海以及航海技术部分。其露台成为杜布罗夫尼克夏季艺术节的舞台。。